# Panchina d'oro
La Panchina d'oro è un premio annuale assegnato dal Settore Tecnico della Federazione Italiana Giuoco Calcio e riservato al miglior allenatore del campionato di Serie A in base ai voti degli altri tecnici.

## Storia
La prima edizione ha luogo al termine della stagione 1990-1991 su idea di Massimo Moratti, all'epoca presidente del Settore Tecnico. L'idea era di premiare con la Panchina d'oro il miglior allenatore di squadre europee di quella stagione, mentre furono assegnate Panchine d'argento ad altri allenatori di club europei che si fossero particolarmente distinti. I voti erano assegnati da una commissione di giornalisti qualificati. Il primo vincitore della Panchina d'oro fu Raymond Goethals, tecnico dell'Olympique Marsiglia. La manifestazione fu ripetuta nella stagione successiva con lo stesso regolamento, e la Panchina d'oro andò a Fabio Capello, allenatore del Milan. Dopo queste prime due edizioni, la manifestazione subì un anno di pausa, per poi ritornare con una nuova formula. A partire dalla stagione 1993-1994, i voti erano assegnati non più da giornalisti, ma dagli allenatori stessi. Inoltre, la Panchina d'oro fu riservata al miglior allenatore di club di Serie A e B. In questa stagione la Panchina d'argento non fu assegnata, mentre dalla stagione successiva fu deciso di assegnarla all'allenatore di club di Serie C1 e C2 che si fosse maggiormente distinto.
Tale formula fu mantenuta fino al 2006-2007, quando, su proposta del nuovo presidente del Settore Tecnico Azeglio Vicini, i premi furono raddoppiati. Infatti, la Panchina d'oro è stata riservata ai soli allenatori di club di Serie A, mentre la Panchina d'argento viene ora assegnata agli allenatori di club di Serie B. Contestualmente, vengono istituiti due nuovi premi: la Panchina d'oro per la Prima Divisione e la Panchina d'argento per la Seconda Divisione.
Nel 2015 vengono assegnate per la prima volta la Panchina d'oro e la Panchina d'argento rispettivamente al migliore allenatore della Serie A e della Serie B del calcio femminile, relativamente alla stagione 2013-2014.
A partire dalla stagione 2016-17 il riconoscimento è assegnato anche agli allenatori di calcio a 5. Nel maschile, la prima panchina d'oro riservata alla disciplina è dello spagnolo David Marín della Luparense mentre nel femminile va a Daniele D'Orto dell'Olimpus. Il primo allenatore di calcio a 5 a essere premiato con un riconoscimento è stato tuttavia Roberto Menichelli, insignito nel 2014 del premio speciale assegnato dal Settore Tecnico.
Dal 2015, visto l'accorpamento della Prima e della Seconda Divisione nel campionato unico di Lega Pro, i rispettivi premi sono sostituiti dalla Panchina d'oro Lega Pro, ribattezzata Panchina d'oro Serie C dal 2018.
Occasionalmente vengono assegnate dal Settore Tecnico della FIGC Panchine d'oro alla carriera e Panchine d'oro e d'argento speciali.

## Albo d'oro

### 1990-1992: Allenatori di club europei
| Stagione | Panchina d'oro   | Nazionalità | Club                | Panchina d'argento   | Nazionalità | Club                |
| -------- | ---------------- | ----------- | ------------------- | -------------------- | ----------- | ------------------- |
| 1990-91  | Raymond Goethals | Belgio      | Olympique Marsiglia | Vujadin Boškov       | Jugoslavia  | Sampdoria           |
| 1990-91  | Raymond Goethals | Belgio      | Olympique Marsiglia | Ljupko Petrović      | Jugoslavia  | Stella Rossa        |
| 1990-91  | Raymond Goethals | Belgio      | Olympique Marsiglia | Johan Cruijff        | Paesi Bassi | Barcellona          |
| 1991-92  | Fabio Capello    | Italia      | Milan               | Carlos Alberto Silva | Brasile     | Porto               |
| 1991-92  | Fabio Capello    | Italia      | Milan               | Raymond Goethals     | Belgio      | Olympique Marsiglia |
| 1991-92  | Fabio Capello    | Italia      | Milan               | Howard Wilkinson     | Inghilterra | Leeds Utd           |
| 1991-92  | Fabio Capello    | Italia      | Milan               | Bobby Robson         | Inghilterra | PSV                 |

### 1993-2006: Allenatori di club di Serie A e B
| Stagione | Vincitore          | Nazionalità | Club       |
| -------- | ------------------ | ----------- | ---------- |
| 1993-94  | Fabio Capello      | Italia      | Milan      |
| 1994-95  | Marcello Lippi     | Italia      | Juventus   |
| 1995-96  | Marcello Lippi     | Italia      | Juventus   |
| 1996-97  | Alberto Zaccheroni | Italia      | Udinese    |
| 1997-98  | Luigi Simoni       | Italia      | Inter      |
| 1998-99  | Alberto Zaccheroni | Italia      | Milan      |
| 1999-00  | Alberto Cavasin    | Italia      | Lecce      |
| 2000-01  | Fabio Capello      | Italia      | Roma       |
| 2001-02  | Luigi Delneri      | Italia      | Chievo     |
| 2002-03  | Carlo Ancelotti    | Italia      | Milan      |
| 2003-04  | Carlo Ancelotti    | Italia      | Milan      |
| 2004-05  | Luciano Spalletti  | Italia      | Udinese    |
| 2005-06  | Cesare Prandelli   | Italia      | Fiorentina |

### Dal 2006: Allenatori di club di Serie A
| Stagione | Vincitore            | Nazionalità | Club       |
| -------- | -------------------- | ----------- | ---------- |
| 2006-07  | Cesare Prandelli     | Italia      | Fiorentina |
| 2007-08  | Roberto Mancini      | Italia      | Inter      |
| 2008-09  | Massimiliano Allegri | Italia      | Cagliari   |
| 2009-10  | José Mourinho        | Portogallo  | Inter      |
| 2010-11  | Francesco Guidolin   | Italia      | Udinese    |
| 2011-12  | Antonio Conte        | Italia      | Juventus   |
| 2012-13  | Antonio Conte        | Italia      | Juventus   |
| 2013-14  | Antonio Conte        | Italia      | Juventus   |
| 2014-15  | Massimiliano Allegri | Italia      | Juventus   |
| 2015-16  | Maurizio Sarri       | Italia      | Napoli     |
| 2016-17  | Massimiliano Allegri | Italia      | Juventus   |
| 2017-18  | Massimiliano Allegri | Italia      | Juventus   |
| 2018-19  | Gian Piero Gasperini | Italia      | Atalanta   |
| 2019-20  | Gian Piero Gasperini | Italia      | Atalanta   |
| 2020-21  | Antonio Conte        | Italia      | Inter      |
| 2021-22  | Stefano Pioli        | Italia      | Milan      |
| 2022-23  | Luciano Spalletti    | Italia      | Napoli     |
| 2023-24  | Simone Inzaghi       | Italia      | Inter      |

### Allenatori plurivincitori
- 4  Massimiliano Allegri
- 4  Antonio Conte
- 3  Fabio Capello
- 2  Marcello Lippi
- 2  Alberto Zaccheroni
- 2  Carlo Ancelotti
- 2  Cesare Prandelli
- 2  Gian Piero Gasperini
- 2  Luciano Spalletti

### Classifica per club
Di seguito si riporta la classifica dei club che hanno visto un proprio allenatore fregiarsi del premio.
- 8  Juventus
- 6  Milan
- 5  Inter
- 3  Udinese
- 2  Atalanta
- 2  Fiorentina
- 2  Napoli
- 1  Cagliari
- 1  Chievo
- 1  Lecce
- 1  Olympique Marsiglia
- 1  Roma

## Panchina d'argento al miglior allenatore di Serie B
Fino al 2005 gli allenatori di Serie B concorrevano alla Panchina d'oro insieme ai colleghi della Serie A, comunque nessuno di essi si è mai aggiudicato il riconoscimento. Dal 2006 la Panchina d'argento è riservata al miglior allenatore di Serie B.

### Albo d'oro
| Stagione | Vincitore            | Nazionalità | Club      |
| -------- | -------------------- | ----------- | --------- |
| 2006-07  | Gian Piero Gasperini | Italia      | Genoa     |
| 2007-08  | Giuseppe Iachini     | Italia      | Chievo    |
| 2008-09  | Antonio Conte        | Italia      | Bari      |
| 2009-10  | Pierpaolo Bisoli     | Italia      | Cesena    |
| 2010-11  | Attilio Tesser       | Italia      | Novara    |
| 2011-12  | Zdeněk Zeman         | Rep. Ceca   | Pescara   |
| 2012-13  | Eusebio Di Francesco | Italia      | Sassuolo  |
| 2013-14  | Maurizio Sarri       | Italia      | Empoli    |
| 2014-15  | Roberto Stellone     | Italia      | Frosinone |
| 2015-16  | Ivan Jurić           | Croazia     | Crotone   |
| 2016-17  | Leonardo Semplici    | Italia      | SPAL      |
| 2017-18  | Aurelio Andreazzoli  | Italia      | Empoli    |
| 2018-19  | Fabio Liverani       | Italia      | Lecce     |
| 2019-20  | Filippo Inzaghi      | Italia      | Benevento |
| 2020-21  | Alessio Dionisi      | Italia      | Empoli    |
| 2021-22  | Fabio Pecchia        | Italia      | Cremonese |
| 2022-23  | Fabio Grosso         | Italia      | Frosinone |
| 2023-24  | Fabio Pecchia        | Italia      | Parma     |

### Classifica per club
- 3  Empoli
- 2  Frosinone
- 1  Genoa
- 1  Chievo
- 1  Bari
- 1  Cesena
- 1  Novara
- 1  Pescara
- 1  Sassuolo
- 1  Crotone
- 1  SPAL
- 1  Lecce
- 1  Benevento
- 1  Cremonese
- 1  Parma

### Allenatori plurivincitori
- 2  Fabio Pecchia

## Serie C
Dal 1994 al 2006 è stata assegnata la Panchina d'argento al miglior allenatore di club di Serie C1 e C2. Dal 2007 al 2014 sono state assegnate la Panchina d'oro Prima Divisione e la Panchina d'argento Seconda Divisione rispettivamente al migliore allenatore della Prima e della Seconda Divisione. Dal 2015, con la riunificazione del campionato di Lega Pro, viene assegnata la Panchina d'oro Lega Pro, ribattezzata Panchina d'oro Serie C dal 2018.

### Panchina d'argento (1994-2006)
| Stagione | Vincitore         | Nazionalità | Club             |
| -------- | ----------------- | ----------- | ---------------- |
| 1994-95  | Renzo Ulivieri    | Italia      | Bologna          |
| 1995-96  | Osvaldo Jaconi    | Italia      | Castel di Sangro |
| 1996-97  | Giuseppe Pillon   | Italia      | Treviso          |
| 1997-98  | Corrado Benedetti | Italia      | Cesena           |
| 1998-99  | Claudio Foscarini | Italia      | Alzano Virescit  |
| 1999-00  | Serse Cosmi       | Italia      | Arezzo           |
| 2000-01  | Gianni De Biasi   | Italia      | Modena           |
| 2001-02  | Ezio Rossi        | Italia      | Triestina        |
| 2002-03  | Elio Gustinetti   | Italia      | AlbinoLeffe      |
| 2003-04  | Mario Somma       | Italia      | Arezzo           |
| 2004-05  | Domenico Di Carlo | Italia      | Mantova          |
| 2005-06  | Antonio Soda      | Italia      | Spezia           |

### Panchina d'oro Prima Divisione e Panchina d'argento Seconda Divisione (2006-2014)
| Stagione | Panchina d'oro       | Nazionalità | Club      | Panchina d'argento       | Nazionalità | Club      |
| -------- | -------------------- | ----------- | --------- | ------------------------ | ----------- | --------- |
| 2006-07  | Dino Pagliari        | Italia      | Ravenna   | Giovanni Pagliari        | Italia      | Foligno   |
| 2007-08  | Massimiliano Allegri | Italia      | Sassuolo  | Alessandro Pane          | Italia      | Reggiana  |
| 2008-09  | Pierpaolo Bisoli     | Italia      | Cesena    | Leonardo Semplici        | Italia      | Figline   |
| 2009-10  | Giuseppe Sannino     | Italia      | Varese    | Giancarlo Favarin        | Italia      | Lucchese  |
| 2010-11  | Vincenzo Torrente    | Italia      | Gubbio    | Roberto Boscaglia        | Italia      | Trapani   |
| 2011-12  | Domenico Toscano     | Italia      | Ternana   | Pierfrancesco Battistini | Italia      | Perugia   |
| 2012-13  | Roberto Boscaglia    | Italia      | Trapani   | Paolo Indiani            | Italia      | Pontedera |
| 2013-14  | Roberto Stellone     | Italia      | Frosinone | Mario Petrone            | Italia      | Bassano   |

### Panchina d'oro Lega Pro (2015-2017)
| Stagione | Vincitore         | Nazionalità | Club   |
| -------- | ----------------- | ----------- | ------ |
| 2014-15  | Vincenzo Vivarini | Italia      | Teramo |
| 2015-16  | Leonardo Semplici | Italia      | SPAL   |
| 2016-17  | Giovanni Stroppa  | Italia      | Foggia |

### Panchina d'oro Serie C (2018-)
| Stagione | Vincitore           | Nazionalità | Club        |
| -------- | ------------------- | ----------- | ----------- |
| 2017-18  | Paolo Zanetti       | Italia      | Südtirol    |
| 2018-19  | Fabio Caserta       | Italia      | Juve Stabia |
| 2019-20  | Massimiliano Alvini | Italia      | Reggiana    |
| 2020-21  | Cristiano Lucarelli | Italia      | Ternana     |
| 2021-22  | Silvio Baldini      | Italia      | Palermo     |
| 2022-23  | Vincenzo Vivarini   | Italia      | Catanzaro   |
| 2023-24  | Guido Pagliuca      | Italia      | Juve Stabia |

### Allenatori plurivincitori
- 2  Vincenzo Vivarini

### Classifica per club
Sono qui considerati tutti i premi assegnati, con le varie denominazioni, al miglior allenatore della Lega Pro/Serie C1 e C2/Prima Divisione
- 2  Juve Stabia
- 2  Arezzo
- 2  Cesena
- 2  Ternana
- 1  Bologna
- 1  Castel di Sangro
- 1  Treviso
- 1  Alzano Virescit
- 1  Modena
- 1  Triestina
- 1  AlbinoLeffe
- 1  Mantova
- 1  Spezia
- 1  Ravenna
- 1  Sassuolo
- 1  Varese
- 1  Gubbio
- 1  Trapani
- 1  Frosinone
- 1  Teramo
- 1  SPAL
- 1  Foggia
- 1  Südtirol
- 1  Reggiana
- 1  Palermo
- 1  Catanzaro

### Classifica per club Panchine d'argento Seconda Divisione
- 1  Foligno
- 1  Reggiana
- 1  Figline
- 1  Lucchese
- 1  Trapani
- 1  Perugia
- 1  Pontedera
- 1  Bassano

## Panchina d'oro (calcio femminile)

### Albo d'oro
| Stagione | Vincitore            | Nazionalità | Club       |
| -------- | -------------------- | ----------- | ---------- |
| 2013-14  | Milena Bertolini     | Italia      | Brescia    |
| 2014-15  | Milena Bertolini     | Italia      | Brescia    |
| 2015-16  | Milena Bertolini     | Italia      | Brescia    |
| 2016-17  | Sauro Fattori        | Italia      | Fiorentina |
| 2017-18  | Gianpiero Piovani    | Italia      | Brescia    |
| 2018-19  | Elisabetta Bavagnoli | Italia      | Roma       |
| 2019-20  | Gianpiero Piovani    | Italia      | Sassuolo   |
| 2020-21  | Rita Guarino         | Italia      | Juventus   |
| 2021-22  | Joe Montemurro       | Australia   | Juventus   |
| 2022-23  | Alessandro Spugna    | Italia      | Roma       |
| 2023-24  | Alessandro Spugna    | Italia      | Roma       |

### Allenatori plurivincitori
- 3  Milena Bertolini
- 2  Gianpiero Piovani
- 2  Alessandro Spugna

### Classifica per club
- 4  Brescia
- 3  Roma
- 2  Juventus
- 1  Fiorentina
- 1  Sassuolo

## Panchina d'argento (calcio femminile)

### Albo d'oro
| Stagione | Vincitore              | Nazionalità | Club            |
| -------- | ---------------------- | ----------- | --------------- |
| 2013-14  | Isabella Cardone       | Italia      | Pink Sport Time |
| 2014-15  | Federica D'Astolfo     | Italia      | Reggiana        |
| 2015-16  | Federica D'Astolfo     | Italia      | Reggiana        |
| 2016-17  | Federica D'Astolfo     | Italia      | Sassuolo        |
| 2017-18  | Manuela Tesse          | Italia      | Lazio           |
| 2018-19  | Alessandro Pistolesi   | Italia      | Empoli          |
| 2019-20  | Alain Conte            | Italia      | San Marino      |
| 2020-21  | Manuela Tesse          | Italia      | Pomigliano      |
| 2021-22  | Sebastián de la Fuente | Argentina   | Como            |
| 2022-23  | Salvatore Colantuono   | Italia      | Cittadella      |
| 2023-24  | Gianluca Grassadonia   | Italia      | Lazio           |

### Allenatori plurivincitori
- 3  Federica D'Astolfo
- 2  Manuela Tesse

### Classifica per club
- 2  Reggiana
- 2  Lazio
- 1  Pink Sport Time
- 1  Sassuolo
- 1  Empoli
- 1  San Marino
- 1  Pomigliano
- 1  Como
- 1  Cittadella

## Panchina d'oro (calcio a 5)

### Albo d'oro maschile
| Stagione | Vincitore         | Nazionalità | Club           |
| -------- | ----------------- | ----------- | -------------- |
| 2016-17  | David Marín       | Spagna      | Luparense      |
| 2017-18  | Faustino Pérez    | Spagna      | Acqua e Sapone |
| 2018-19  | Fulvio Colini     | Italia      | Italservice    |
| 2019-20  | Fulvio Colini     | Italia      | Italservice    |
| 2020-21  | Salvatore Samperi | Italia      | Meta Catania   |
| 2021-22  | Fulvio Colini     | Italia      | Italservice    |
| 2022-23  | Salvatore Samperi | Italia      | Feldi Eboli    |
| 2023-24  | Juan Ramón Calvo  | Spagna      | Meta Catania   |

#### Allenatori plurivincitori
- 3  Fulvio Colini
- 2  Salvatore Samperi

#### Classifica per club
Di seguito si riporta la classifica dei club che hanno visto un proprio allenatore fregiarsi del premio.
- 3  Italservice
- 2  Meta Catania
- 1  Luparense
- 1  Acqua e Sapone
- 1  Feldi Eboli

### Albo d'oro femminile
| Stagione | Vincitore         | Nazionalità | Club         |
| -------- | ----------------- | ----------- | ------------ |
| 2016-17  | Daniele D'Orto    | Italia      | Olimpus      |
| 2017-18  | Gianluca Marzuoli | Italia      | Montesilvano |
| 2018-19  | Gianluca Marzuoli | Italia      | Montesilvano |
| 2019-20  | Antonio Marzella  | Italia      | Real Statte  |
| 2020-21  | Massimiliano Neri | Italia      | Falconara    |
| 2021-22  | Massimiliano Neri | Italia      | Falconara    |
| 2022-23  | Gianluca Marzuoli | Italia      | Bitonto      |
| 2023-24  | Gianluca Marzuoli | Italia      | Bitonto      |

#### Allenatori plurivincitori
- 4  Gianluca Marzuoli
- 2  Massimiliano Neri

#### Classifica per club
Di seguito si riporta la classifica dei club che hanno visto un proprio allenatore fregiarsi del premio.
- 2  Montesilvano
- 2  Falconara
- 2  Bitonto
- 1  Olimpus
- 1  Real Statte

## Panchina d'oro speciale

### Albo d'oro
| Stagione | Vincitore            | Nazionalità |
| -------- | -------------------- | ----------- |
| 1997     | Giovanni Trapattoni  | Italia      |
| 1997     | Fabio Capello        | Italia      |
| 1997     | Alberto Bigon        | Italia      |
| 2006     | Marcello Lippi       | Italia      |
| 2011     | Azeglio Vicini       | Italia      |
| 2011     | Alberto Zaccheroni   | Italia      |
| 2014     | Roberto Menichelli   | Italia      |
| 2015     | Vincenzo Cosco       | Italia      |
| 2016     | Gianni De Biasi      | Italia      |
| 2017     | Claudio Ranieri      | Italia      |
| 2018     | Carlo Ancelotti      | Italia      |
| 2018     | Roberto Bordin       | Italia      |
| 2018     | Massimo Carrera      | Italia      |
| 2018     | Antonio Conte        | Italia      |
| 2018     | Marco Rossi          | Italia      |
| 2023     | Lionel Scaloni       | Argentina   |
| 2023     | Ferdinando De Giorgi | Italia      |
| 2024     | Alberto Bollini      | Italia      |
| 2024     | Emiliano Del Duca    | Italia      |
| 2025     | Gian Piero Gasperini | Italia      |
| 2025     | Massimiliano Favo    | Italia      |

## Panchina d'oro alla carriera

### Albo d'oro
| Stagione | Vincitore       | Nazionalità |
| -------- | --------------- | ----------- |
| 1991     | Azeglio Vicini  | Italia      |
| 1992     | Enzo Bearzot    | Italia      |
| 1996     | Cesare Maldini  | Italia      |
| 2002     | Carlo Mazzone   | Italia      |
| 2016     | Luís Vinício    | Brasile     |
| 2025     | Carlo Ancelotti | Italia      |

## Premio per il messaggio positivo

### Albo d'oro
| Stagione | Vincitore         | Nazionalità | Club    |
| -------- | ----------------- | ----------- | ------- |
| 2020     | Siniša Mihajlović | Serbia      | Bologna |

## Premio speciale per la valorizzazione dei giovani calciatori

### Albo d'oro
| Stagione | Vincitore          | Nazionalità |
| -------- | ------------------ | ----------- |
| 1998     | Giuseppe Materazzi | Italia      |
| 1999     | Marco Tardelli     | Italia      |
| 2000     | Giovanni Vavassori | Italia      |
| 2003     | Eugenio Fascetti   | Italia      |
| 2006     | Claudio Gentile    | Italia      |

## Premio "Mino Favini"
Assegnato al miglior responsabile del settore giovanile.

### Albo d'oro
| Stagione | Vincitore          | Nazionalità | Club     |
| -------- | ------------------ | ----------- | -------- |
| 2020     | Roberto Samaden    | Italia      | Inter    |
| 2023     | Francesco Palmieri | Italia      | Sassuolo |
| 2024     | Roberto Samaden    | Italia      | Inter    |
| 2025     | Francesco Palmieri | Italia      | Sassuolo |

## Allenatori premiati in diverse categorie
Escludendo i premi speciali, otto allenatori hanno vinto il premio in diverse categorie:
- Massimiliano Allegri, vincitore della Panchina d'oro Prima Divisione nel 2007-08 e di quattro Panchine d'oro nelle stagioni 2008-09, 2014-15, 2016-17 e 2017-18;
- Leonardo Semplici, vincitore della Panchina d'argento Seconda Divisione nel 2008-09, della Panchina d'oro Lega Pro nel 2015-16 e della Panchina d'argento nel 2016-17, unico ad aver ottenuto il premio in tre categorie differenti;
- Pierpaolo Bisoli, vincitore della Panchina d'oro Prima Divisione nel 2008-09 e della Panchina d'argento nella stagione seguente 2009-10;
- Antonio Conte, vincitore della Panchina d'argento nel 2008-09 e di quattro Panchine d'oro nelle stagioni 2011-12, 2012-13, 2013-14 e 2020-21;
- Roberto Boscaglia, vincitore della Panchina d'argento Seconda Divisione nel 2010-11 e della Panchina d'oro Prima Divisione nel 2012-13;
- Roberto Stellone, vincitore della Panchina d'oro Prima Divisione nel 2013-14 e della Panchina d'argento nella stagione seguente 2014-15;
- Maurizio Sarri, vincitore della Panchina d'argento nel 2013-14 e della Panchina d'oro nel 2015-16.
- Gian Piero Gasperini, vincitore della Panchina d'argento (Serie B) nel 2006-07, della Panchine d'oro nel 2018-19 e nel 2019-20 e della Panchina d'oro speciale nel 2025.

A questi andrebbe aggiunto Fabio Capello, vincitore di una Panchina d'oro come miglior allenatore europeo della stagione 1991-92 e di altre due Panchine d'oro come miglior allenatore della serie A nelle stagioni 1993-94 e 2000-01.
Considerando anche i premi speciali, si aggiungono altri quattro allenatori:
- Fabio Capello, che oltre alle tre Panchine d'oro già citate, ha ricevuto una Panchina d'oro speciale nel 1997;
- Marcello Lippi, vincitore di due Panchine d'oro nel 1994-95 e nel 1995-96, che ha ricevuto una Panchina d'oro speciale nel 2006;
- Alberto Zaccheroni, vincitore di due Panchine d'oro nel 1996-97 e nel 1998-99, che ha ricevuto una Panchina d'oro speciale nel 2011.
- Gianni De Biasi, vincitore di una Panchina d'argento (Serie C1 e C2) nel 2000-01, che ha ricevuto una Panchina d'oro speciale nel 2016.